# لانا وود
لانا وود (بالإنجليزية: Lana Wood)‏ وإسمها الحقيقي سفيتلانا نيكولايفنا زاخارينكو (بالإنجليزية: Svetlana Nikolaevna Zakharenko)‏ و (بالروسية: Светла́на Николаевна Захаренко) وهي ممثلة ومنتجة أمريكية من أصل روسي ولدت في يوم 1 مارس 1946 في مدينة سانتا مونيكا، كاليفورنيا في الولايات المتحدة، مثلت في فلم الماس للأبد في سلسلة أفلام جيمس بوند وأختها الكبيرة هي ناتالي وود.

## روابط خارجية
- لانا وود على موقع IMDb (الإنجليزية)
- لانا وود على موقع ألو سيني (الفرنسية)
- لانا وود على موقع تيرنر كلاسيك موفيز (الإنجليزية)
- لانا وود على موقع أول موفي (الإنجليزية)
- لانا وود على موقع قاعدة بيانات الأفلام السويدية (السويدية)
- لانا وود على موقع إن إن دي بي (الإنجليزية)
- لانا وود على موقع قاعدة بيانات الفيلم (الإنجليزية)
- لانا وود على موقع كينوبويسك (الروسية)